# Teofil Fabiny

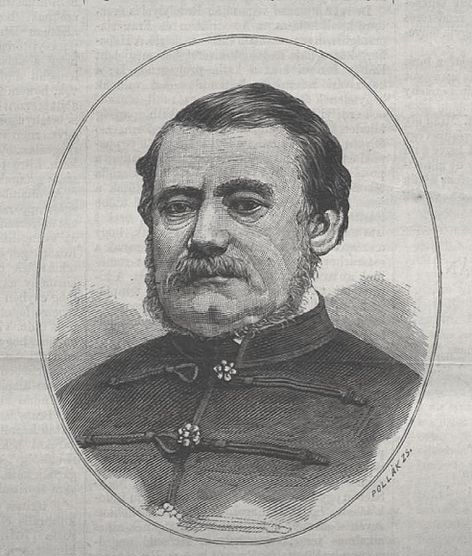
Teofil Fabiny

Teofil Fabiny (Pest, 11 oktober 1822 - Boedapest, 4 maart 1908) was een Hongaars jurist en politicus.
Hij werd rechter in 1850 en trad in 1881 toe tot het hooggerechtshof. In 1886 werd hij lid van het Huis van Afgevaardigden voor de Liberale Partij. Hij was minister van Justitie van 1886 tot 1889 in de regering-Kálmán Tisza.